# ナターシャ・アラム
ナターシャ・アラム (ナタリア・アナトリエヴナ・シマンチュク、1983年3月10日 - ) は、ウズベキスタンの女優、モデルである。

## 生い立ち
ナターシャ・アラムは1983年にウズベキスタンのタシュケントで生まれた。ナターシャは航空技術大学に入学し、航空工学を専門としていた。『PLAYBOY』の7月の表紙を飾る以前に、ナターシャはモスクワでモデル業を始め、ローマ、ロンドン、ミラノ、ニューヨークなどで仕事をしていた。

## キャリア
ナターシャの女優としての最初の仕事は2002年のテレビ番組『Fastlane』だった。彼女は『CSI:科学捜査班』、『NYPDブルー』、『NIP/TUCK マイアミ整形外科医』、『ザ・ユニット 米軍極秘部隊』、『アントラージュ★オレたちのハリウッド』、『American Heiress』などにゲストもしくは共演者として出演していた。彼女は2004年から2007年まで『The Bold and the Beautiful』のフォレスターモデル「Ava」を繰り返し演じていた。また、2007年のホラー映画『ファイナル・デッド ダーク・ウォッチャー』や2008年のコメディ『THE WOMAN 明日の私に着替えたら』などの映画にも出演している。2010年、ナターシャは『トゥルーブラッド』第三シーズンに、エストニア・ファンタジア出身のエキゾチック・ダンサーYvettaとして出演した。 
ナターシャのモデルキャリアには『マクシム』や『PLAYBOY』などが含まれる。

## 出演作品
| 2004-2007 | The Bold and the Beautiful                    |
| 2005      | CSI:科学捜査班 CSI: Crime Scene Investigation |
| 2005      | NYPDブルー NYPD Blue                          |
| 2006      | NIP/TUCK マイアミ整形外科医 Nip/Tuck          |
| 2007      | ザ・ユニット 米軍極秘部隊 The Unit            |
| 2007      | アントラージュ★オレたちのハリウッド Entourage |
| 2007      | American Heiress                              |
| 2008      | THE WOMEN 明日の私に着替えたら The Women      |
| 2008      | My Own Worst Enemy                            |
| 2009      | ウルフ・ウォーズ War Wolves                   |
| 2010      | トゥルーブラッド True Blood                   |
| 2012      | バイオハザード6 (ヘレナ・ハーパーの顔役)      |